# Kedjenou
Kedjenou är en gryta bestående av kyckling eller pärlhöns och grönsaker. Rätten är populär i Elfenbenskusten. Kedjenou tillagas traditionellt i en sorts lergryta över öppen eld men kan också tillagas insvept i ett bananblad.
Kedjenou äts ofta tillsammans med sidorätten Attiéké.